# Đurđevića Tara
Đurđevića Tara (cyr. Ђурђевића Тара) – wieś w Czarnogórze, w gminie Pljevlja. W 2011 roku liczyła 149 mieszkańców.